# Oreoweisia bruntonii
Oreoweisia bruntonii là một loài Rêu trong họ Dicranaceae. Loài này được (Sm.) Milde mô tả khoa học đầu tiên năm 1869.